# Horst Seehofer
Horst Lorenz Seehofer (Ingolstadt, 4 de julio de 1949) es un político alemán del CSU, ministro federal del Interior desde 2018 hasta 2021 y líder de la Unión Social Cristiana (CSU) desde 2008 hasta 2019.
Ministro-presidente de Baviera entre 2008 y 2018, también ha ejercido de ministro federal de Salud y Seguridad Social entre 1992 y 1998 en un gabinete de Helmut Kohl y ministro Federal de Alimentación, Agricultura y Protección del Consumidor, en un gabinete de Angela Merkel entre 2005 y 2008. En octubre de 2008 se convirtió en el ministro presidente del estado de Baviera. El 17 de febrero de 2012 asumió brevemente la presidencia del país de modo interino tras la dimisión de Christian Wulff, acusado de corrupción.

## Biografía

### Ministro Federal y miembro del Bundestag
Fue miembro de la cámara baja del Parlamento alemán (Bundestag) desde 1980 hasta 2008. Se convirtió en asistente de dirección de la facción CDU/CSU en el Bundestag en octubre de 1998. Renunció al cargo el 22 de noviembre de 2004 por su desacuerdo con las contribuciones de tarifa plana (Gesundheitsprämie) al seguro federal de salud, pero retuvo el cargo como asistente de dirección del CSU. Desde su participación en el Bundestag Seehofer mantuvo su mandato como delegado directo electo (Direktkandidat) de su circunscripción Ingolstadt hasta convertirse en Ministro-Presidente bávaro en 2008. En las elecciones federales de 2005 consiguió el 65.9 % de los votos en su distrito.
Después de que su partido perdiera más del 17 % de los votos en las elecciones de Baviera de 2008, el ministro presidente en el cargo, Günther Beckstein y el director del CSU, Erwin Huber, hicieron públicas sus dimisiones. Seehofer fue nombrado pronto como sucesor en ambos cargos. En una convención del partido celebrada el 25 de octubre de 2008 fue confirmado como director del CSU con un 90 % de votos a favor y el 27 de octubre fue elegido ministro presidente de Baviera por el Parlamento Regional Bávaro con los votos del Partido Democrático Liberal, formando el primer gobierno de coalición en Baviera desde 1962.
El 17 de febrero de 2012 asumió de manera interina la presidencia de Alemania cuando Christian Wulff, acosado por una acusación de corrupción, se vio obligado a presentar la dimisión.

### Ministro del Interior (2018-2021)
Tras las elecciones federales de septiembre de 2017 y el acuerdo de gobierno de gran coalición alcanzado entre CDU, CSU y SPD, se convirtió en 2018 en el ministro del Interior, de la Construcción y la Patria del gabinete encabezado por Angela Merkel.